# Spikes (Reifen)

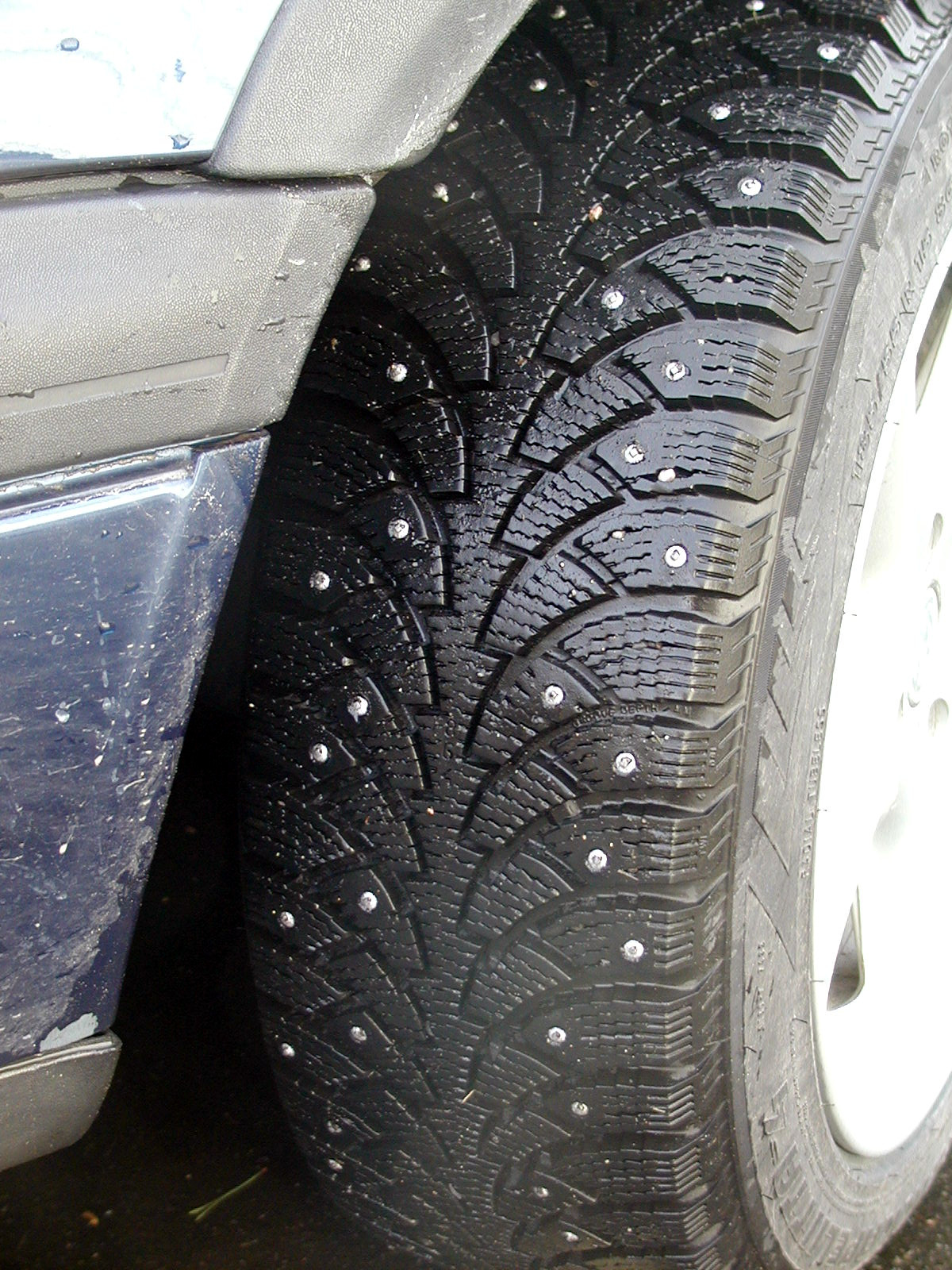
PKW-Spikereifen

Als Spikes bezeichnet man in das Profil von Reifen eingearbeitete Stifte, die dem Fahrzeug vor allem bei eisglatter Fahrbahn mehr Haftung verleihen sollen. Die Verwendung von Spikereifen unterliegt national unterschiedlichen rechtlichen Regelungen.

## Grundlagen

### Winterreifen
Spikes sind bei Winterreifen zusätzlich einvulkanisierte Stahlstifte oder Hartmetallstifte, die 1,5–2 mm aus der Lauffläche herausragen. Meist sind es über den Umfang zwischen 50 und 150 Stück.
Der Nachteil ist, dass Autoreifen mit Spikes bei trockener Fahrbahn eine weit geringere Haftung als reine Gummireifen haben. Außerdem werden die Straßen wesentlich stärker beansprucht, und es entstehen durch Spikes schneller Spurrillen in der Fahrbahn. Bei der Fahrt mit Spikes ist zu beachten, dass ein erheblich höheres Abrollgeräusch entsteht.
Aus diesen Gründen sind sie länderabhängig nur zu bestimmten Zeiten im Jahr erlaubt. Außerdem sind meist Geschwindigkeitsbegrenzungen festgesetzt. In manchen Ländern sind sie generell verboten.
Bei Fahrrad-Winterreifen gibt es zwei grundsätzlich unterschiedliche Bauformen. Bei der einen Bauform sind die Spikes gleichmäßig über die gesamte Lauffläche verteilt. Spikes befinden sich immer außerhalb der zentralen Lauffläche, aber nahe genug, um immer zu greifen
. Dafür rollen diese Reifen immer über die Spikes ab. Bei der anderen Bauform befinden sich die Spikes nur seitlich in den Laufflächen. Bei voll aufgepumptem Reifen haben die Spikes nur in Kurven Kontakt zur Fahrbahn. Bei winterlichen Straßenverhältnissen werden diese Reifen mit einem um ca. 1 bar reduzierten Luftdruck gefahren, wodurch die Spikes Kontakt zur Fahrbahn bekommen. Die Spikes dienen bei dieser Bauform primär dazu, ein seitliches Wegrutschen des Rades zu behindern. Fahrradreifen haben üblicherweise 120 bis 240 Spikes pro Laufrad. Sie sind in Deutschland seit Anfang der 1990er Jahre üblich.

### Spikes im Sport
Beim Eisspeedway und anderen Spezialreifen des Sports können die Spikes weitaus größere Dimensionen annehmen.

## Bilder

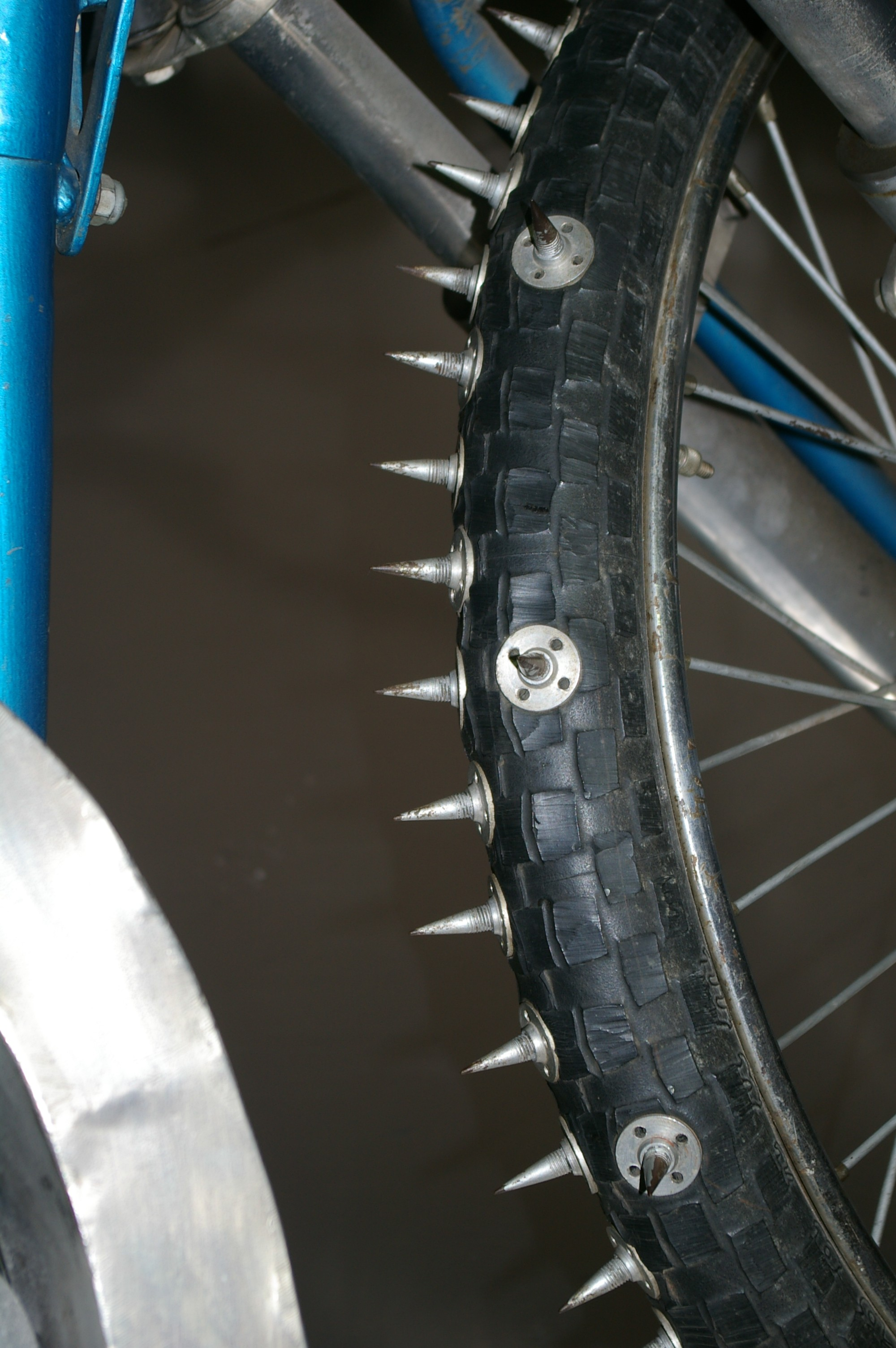
Vorderrad eines JAWA-Eisspeedway-Rennmotorrads
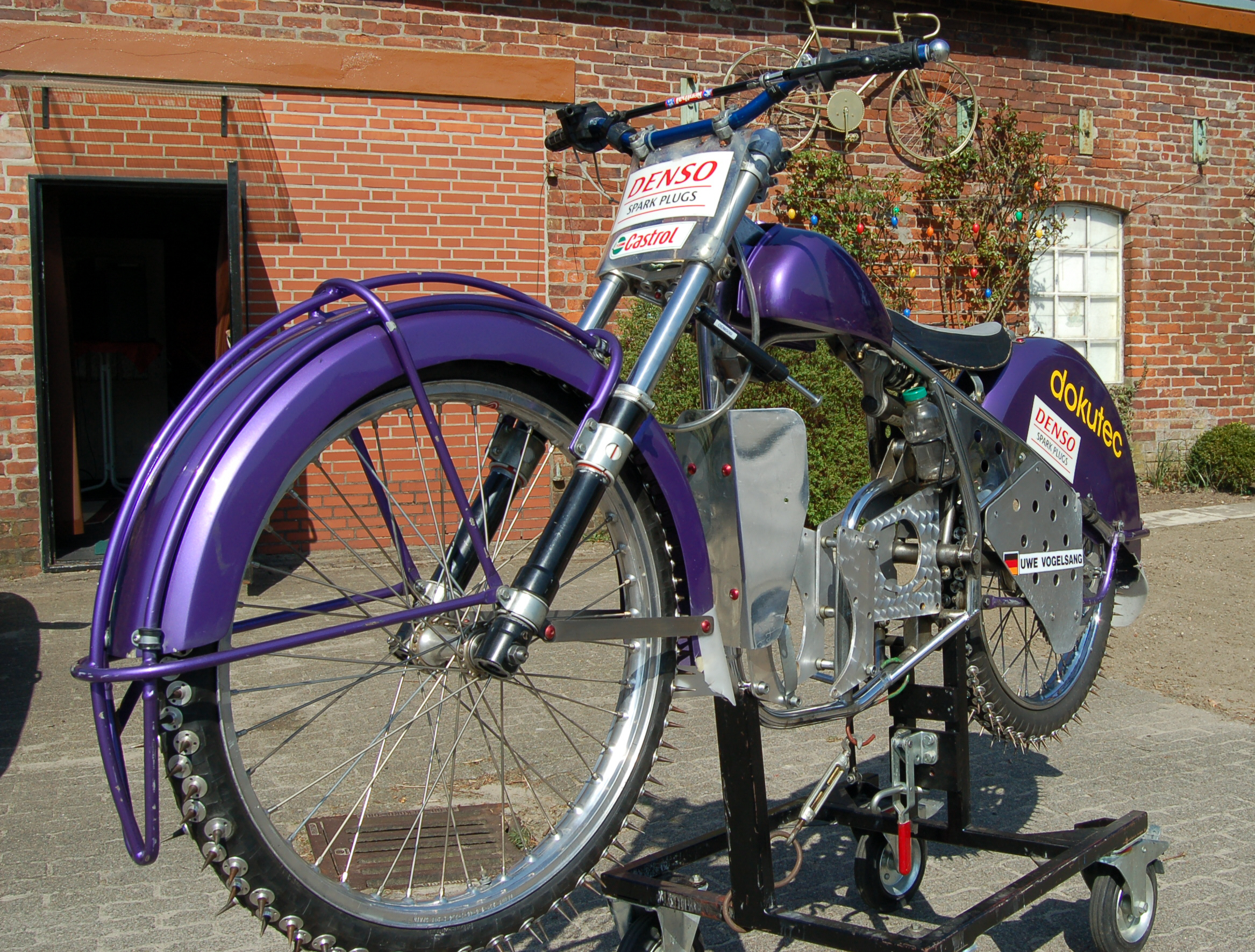
Eisspeedway-Maschine (ohne Motor)
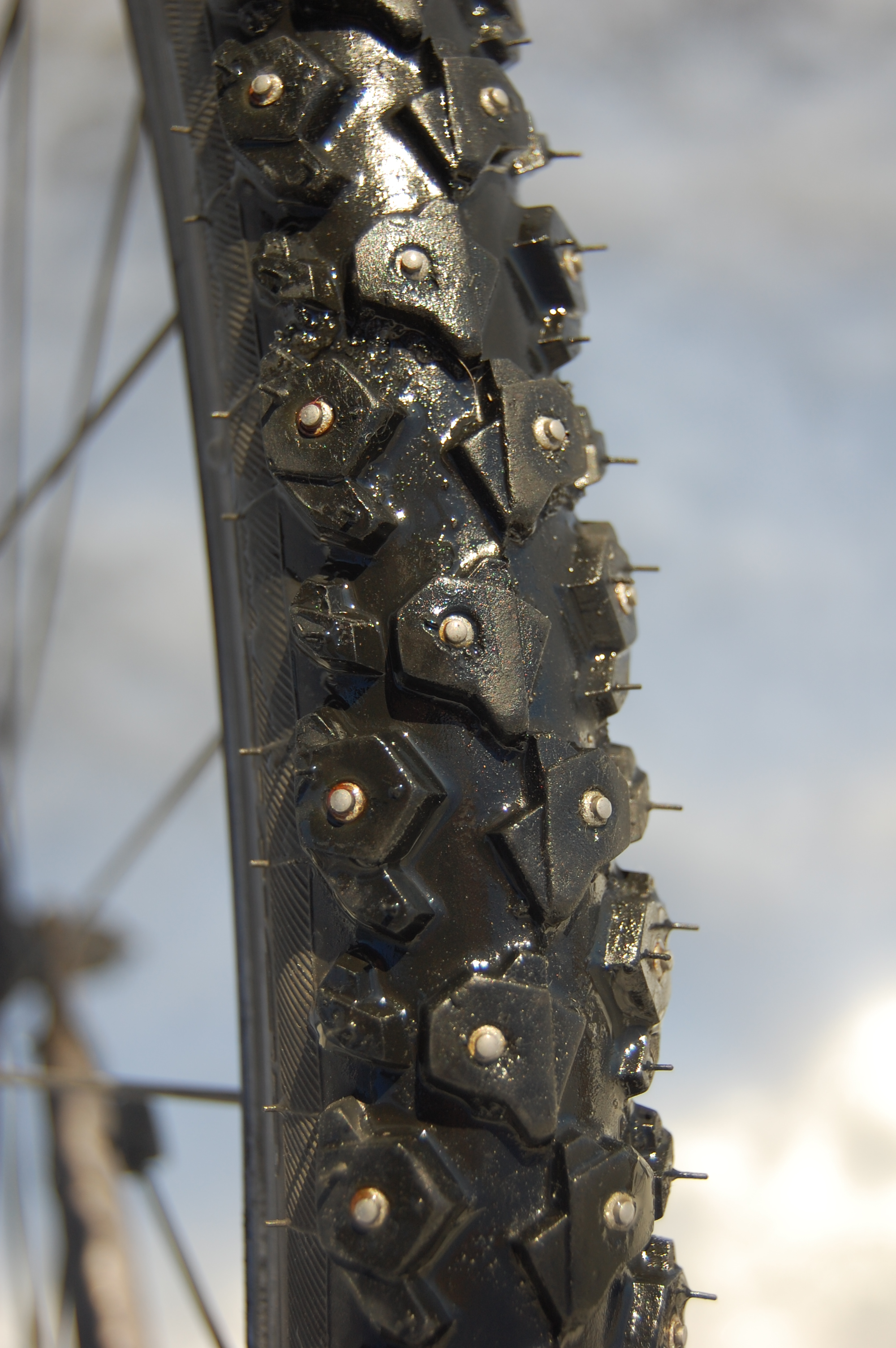
Fahrrad-Winterreifen für die Straße, Spikes mittig und seitlich in der Lauffläche
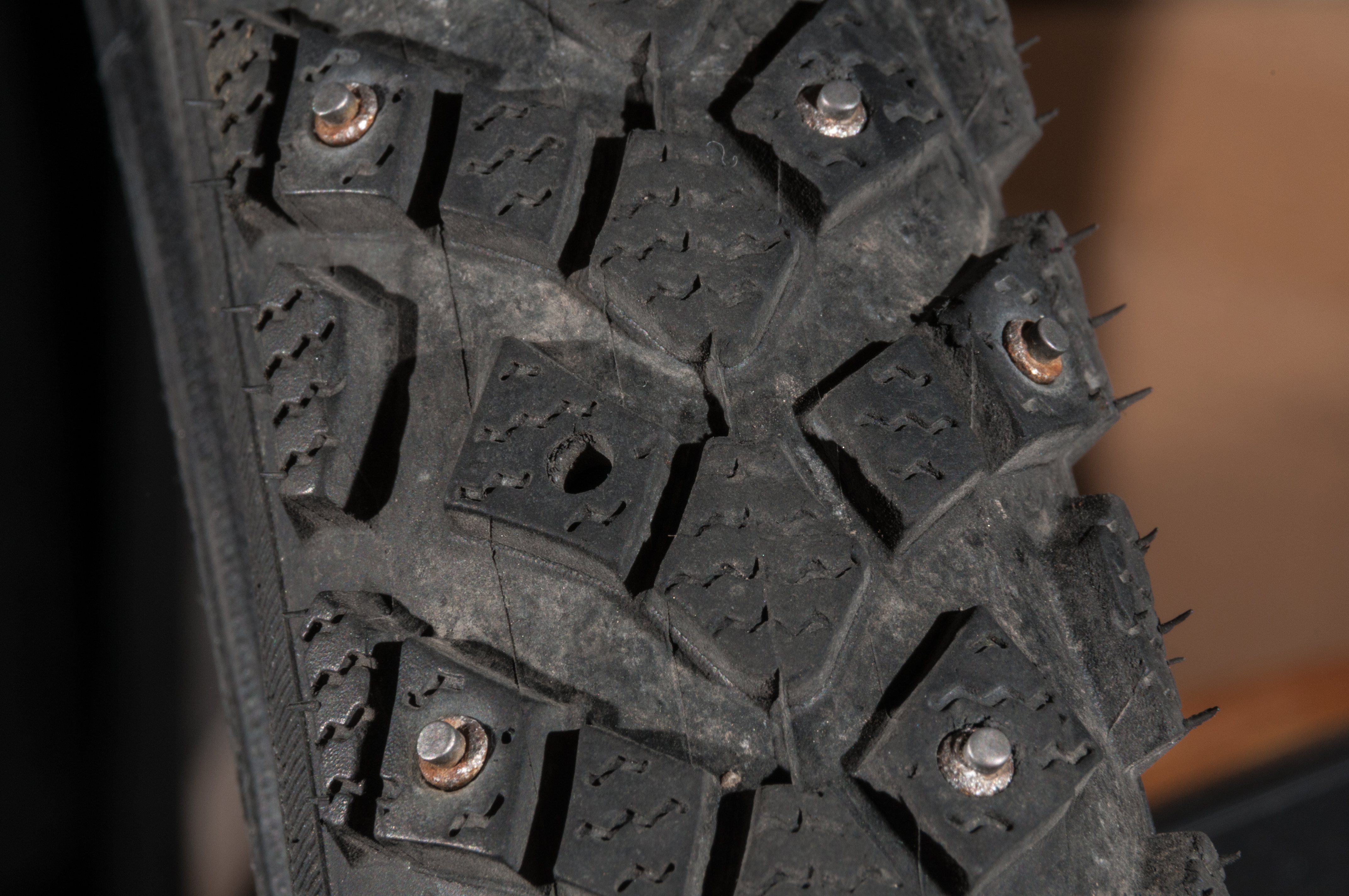
Fahrrad-Winterreifen, ausgerissener Spike
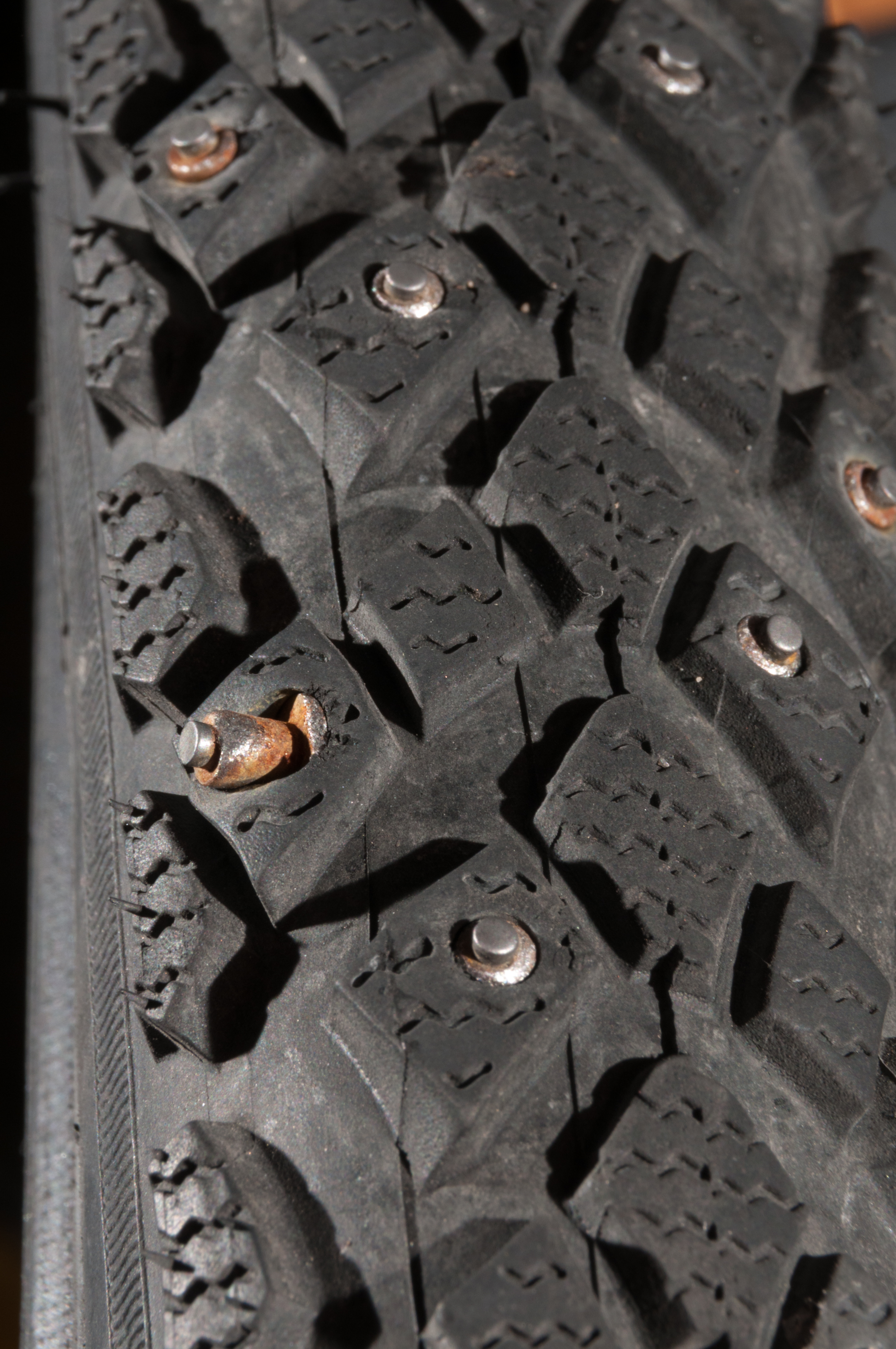
Durch seitliche Belastung aus der Halterung gerutscht

## Nationale Regelungen
Siehe auch: Winterausrüstung: Nationale Regelungen, Übersicht

### Deutschland
Spikes sind seit 1975 für Fahrzeuge generell (mit Ausnahmen für Einsatzfahrzeuge) verboten, da sie die Fahrbahn beschädigen können (§ 36 Abs. 1 StVZO).
Ausnahme ist nur das kleine deutsche Eck von Lofer bis Bad Reichenhall und innerhalb von 15 km entlang der österreichischen Grenze.
Die Zulässigkeit von Spikes an Fahrradreifen ist ungeklärt. Der Wortlaut des Gesetzes bezieht sich einerseits auf "Fahrzeuge" (also auch Fahrräder), andererseits ergibt sich das Verbot von Spikes aus dem Satz "Reifen oder andere Laufflächen dürfen keine Unebenheiten haben, die eine feste Fahrbahn beschädigen können". Daher seien bei Fahrrädern laut Auslegung des ADFC Spikereifen im Straßenverkehr zugelassen, da von einer Beschädigung der Straßendecke durch einen Radfahrer mit Spikereifen nicht auszugehen sei.

### Österreich

Spikes-Aufkleber (Österreich)

In Österreich gilt für Spikes ein Verbot von Juni bis September. Fahrzeuge mit Spikes müssen einen Aufkleber haben, der am Heck angebracht wird.
Spikereifen müssen auf allen Rädern, die Kräfte auf die Fahrbahn übertragen, verwendet werden. Ist das ziehende Kraftfahrzeug mit Spikereifen ausgerüstet, so benötigt auch der gezogene Anhänger bis zu einer Achshöchstlast von 1800 kg Spikereifen.
Die Höchstgeschwindigkeit beträgt auf Freilandstraßen 80 km/h und auf Autobahnen 100 km/h.
Sie sind nur für Fahrzeuge bis 3,5 t erlaubt.
Die Spikes selbst dürfen maximal 2 mm über die Lauffläche hinausragen.

### Schweiz
Sie sind von 1. November bis 30. April erlaubt. Die Höchstgeschwindigkeit ist 80 km/h. Dementsprechend müssen die Fahrzeuge am Heck mit einem Höchstgeschwindigkeitszeichen mit der Zahl «80» gekennzeichnet sein. Die Spikes dürfen maximal 1,5 mm herausragen. Auf Autobahnen sind sie nicht erlaubt, Ausnahmen sind der San-Bernardino-Tunnel und der Gotthard-Strassentunnel.

### Norwegen
Spikes sind vom 1. November bis zum 8. Tag nach Ostersonntag erlaubt, in den nördlichen Bezirken Nordland, Troms und Finnmark sogar vom 16. Oktober bis zum 1. Mai. Sollten es die Straßenverhältnisse erfordern, ist eine Nutzung auch außerhalb dieser Zeiten zulässig.

### Finnland
Spikes müssen auf allen vier Rädern montiert sein. Sie sind allgemein vom 1. November bis zum ersten Montag nach Ostern erlaubt, je nach Witterung sind Verlängerungen möglich. Im Winter ist die allgemeine Höchstgeschwindigkeit auf 100 km/h reduziert.

### Vereinigte Staaten von Amerika
In etlichen Bundesstaaten der USA, sind Spikes ganzjährig erlaubt oder auch ganzjährig verboten. Teilweise gelten saisonale oder regionale Beschränkungen und Witterungsbedingungen. Beispielsweise ist auf Hawaii in der Region des Mauna Kea die Nutzung von Spikes erlaubt. Die jeweils aktuellen Regelungen sind im Internet auffindbar.